# Lise-Meitner-Gymnasium (Hamburg)
Das Lise-Meitner-Gymnasium (LMG) ist ein staatliches Gymnasium im Hamburger Stadtteil Osdorf. Die Schule wurde 1970 gegründet und trug bis 2006 den Namen Gymnasium Osdorf. 2007 wurde das Gymnasium nach der Physikerin Lise Meitner benannt.

## Geschichte
Das Gymnasium wurde am 1. April 1970 gegründet. Anfangs fand der Unterricht in den Räumen der Schule Goosacker statt. Zum Schuljahr 1971/1972 blieben nur drei Klassen am Goosacker, die sechs anderen zogen an den Hemmingstedter Weg, wo 1986 das Zentrum für Schulbiologie und Umweltbildung (ZSU) einzog. 1971 hatte die Schule ohne festen Stützpunkt bereits 216 Schüler.
Der Neubau am Knabeweg wurde am 5. Februar 1973 eingeweiht. Zu Beginn des neuen Schuljahres herrschte wieder Platzmangel auf dem Gelände, das nur aus einem Doppel-H-Gebäude bestand. Aufgrund der Enge mussten einige Klassen wieder an den Hemmingstedter Weg ziehen. Der Platzmangel wurde 1974 behoben, als ein Gebäude für die Schüler der Oberstufe (Dezember), sowie ein Fachraumgebäude (April) fertiggestellt wurden. Der Bau des Verwaltungsgebäudes der Schule wurde im Mai 1976 vollendet. Alle diese Gebäude sind Serienschulbauten vom Typ 68.
1981 wurde eine Dreifeld-Sporthalle fertiggestellt, ebenfalls vom Typ 68. Die Sporthalle wird größtenteils durch Photovoltaik betrieben, wofür die Schule mehrmals die Auszeichnung Umweltschule in Europa erhielt.
2004/2005 plante die Hamburger Schulbehörde, Gymnasium Osdorf, Realschule Goosacker und Grundschule Wesperloh als Schulverbund Hamburg-West zusammenzulegen. Die Umwandlung zur Gesamtschule wurde unter starkem Protest von Schülern, Schulleitung und Eltern zurückgenommen. 
2007 fand die Umbenennung des Gymnasiums Osdorf in Lise-Meitner-Gymnasium statt. Der Schulname ist Programm, das Gymnasium vertieft ein mathematisch-naturwissenschaftliches Profil.

## Standort und Architektur
Das Gymnasium befindet sich in Hamburg-Osdorf nördlich der Osdorfer Landstraße (B 431), eine vielbefahrene Ausfallstraße. Das Schulgelände grenzt nicht direkt an die Osdorfer Landstraße, sondern wird durch Randbebauung abgeschirmt. Erschlossen wird das Schulgelände durch den Knabeweg, eine Stichstraße von der Osdorfer Landstraße. Nördlich schließt der Hans-Christian-Andersen-Park an das Schulgelände an, westlich die Feuerwache Osdorf. Das Schulgelände ist etwa 20.200 m² groß.
Sämtliche Gebäude des Gymnasiums sind Serienbauten vom Typ 68, wie sie in Hamburg in den 1970er Jahren an mehr als 50 Schulstandorten errichtet wurden. Diese Gebäude sind durch kubische Formen mit Flachdach, Fassaden mit Waschbeton und rasterartiger Gestaltung der Fensterachsen gekennzeichnet.

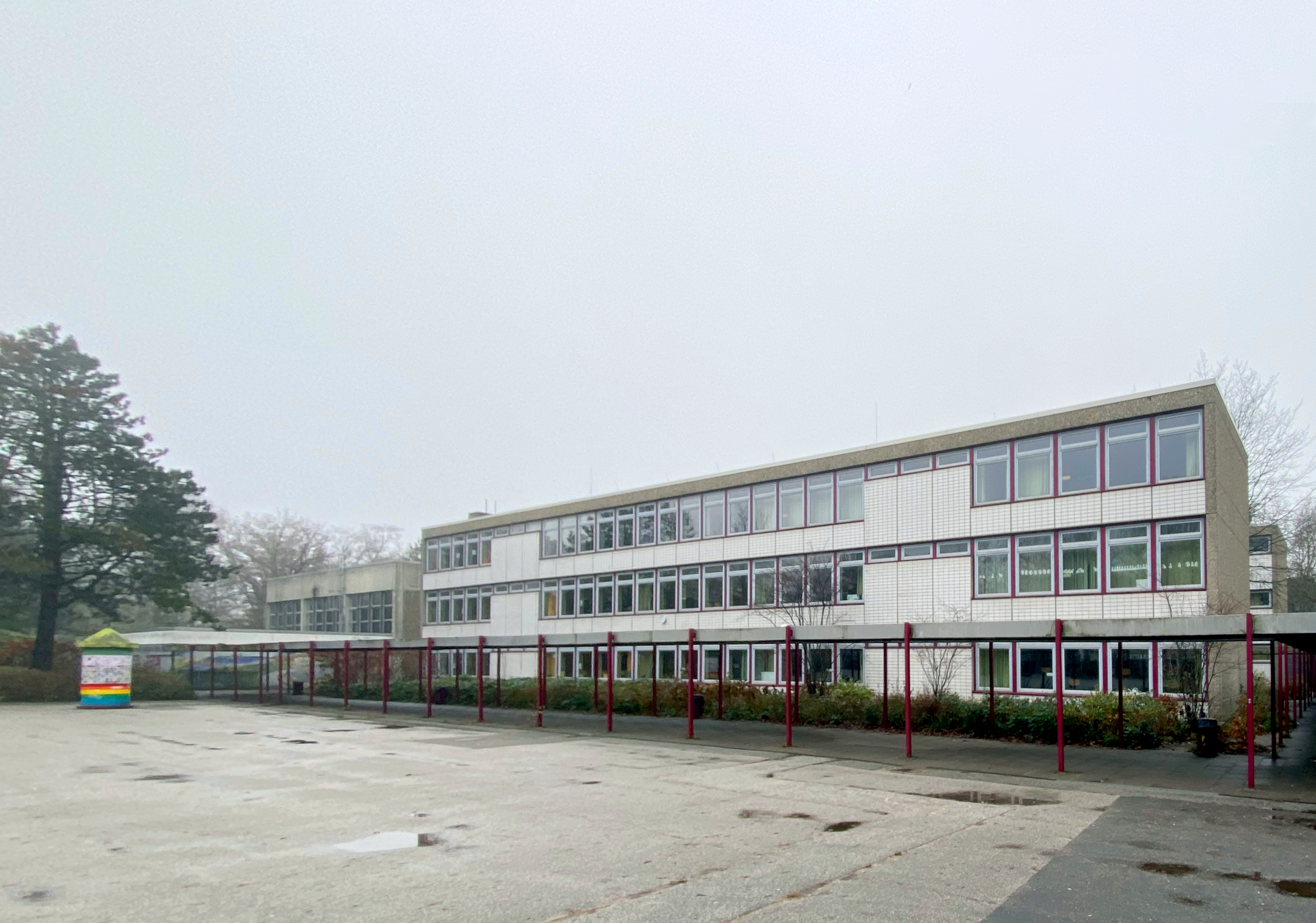
Hauptgebäude (Doppel-H)
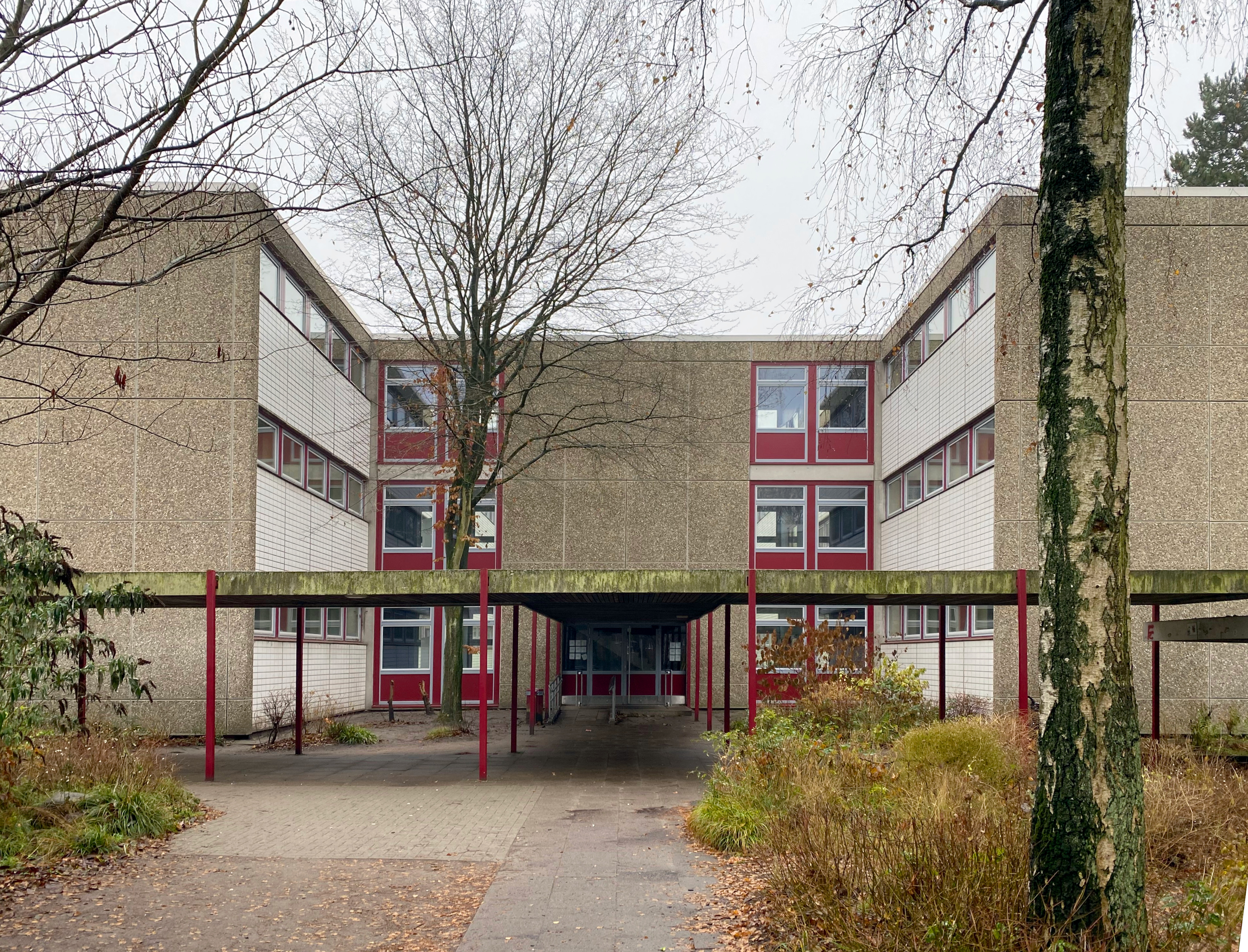
Nordeingang zum Doppel-H
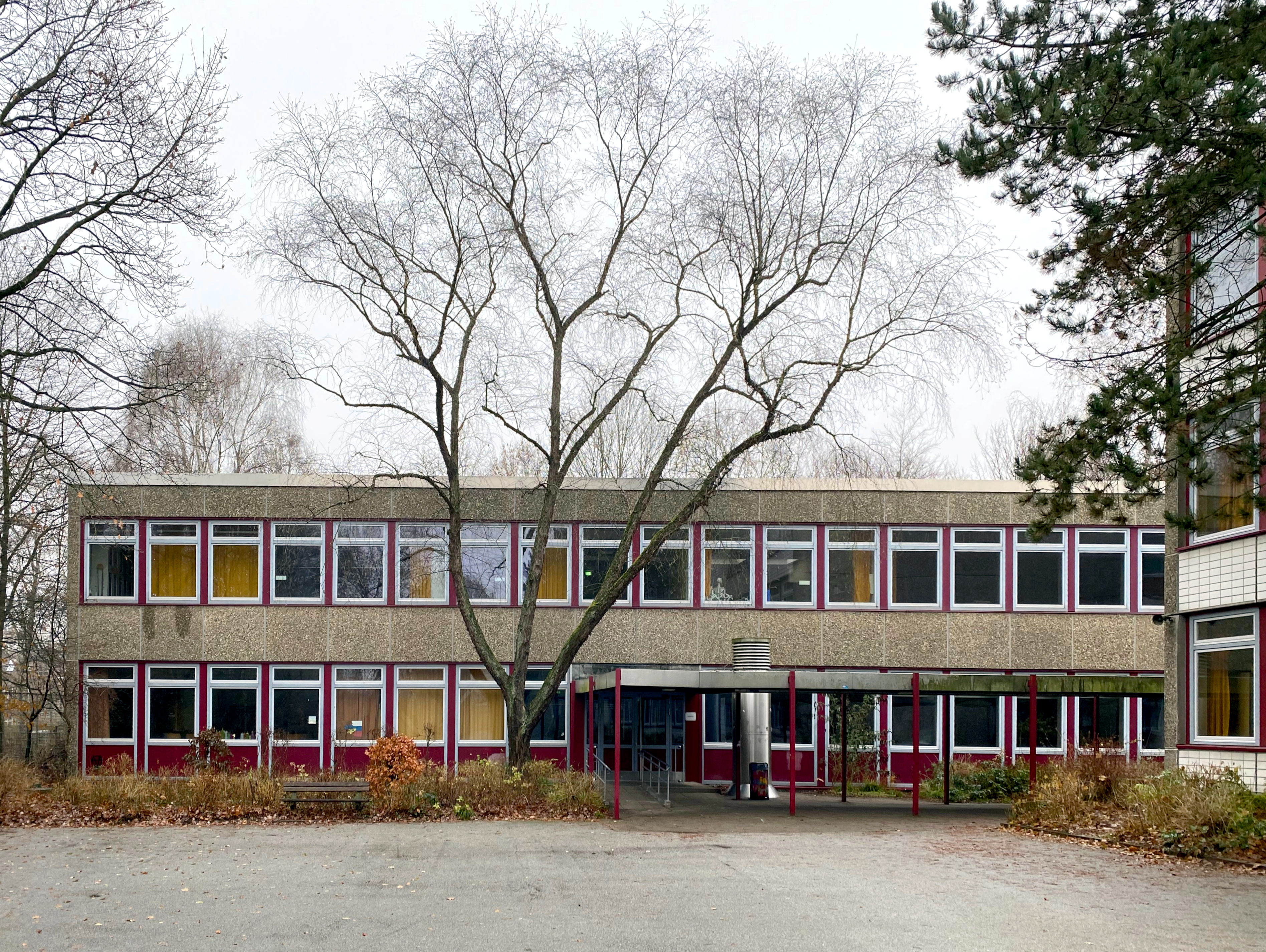
Fachraumgebäude
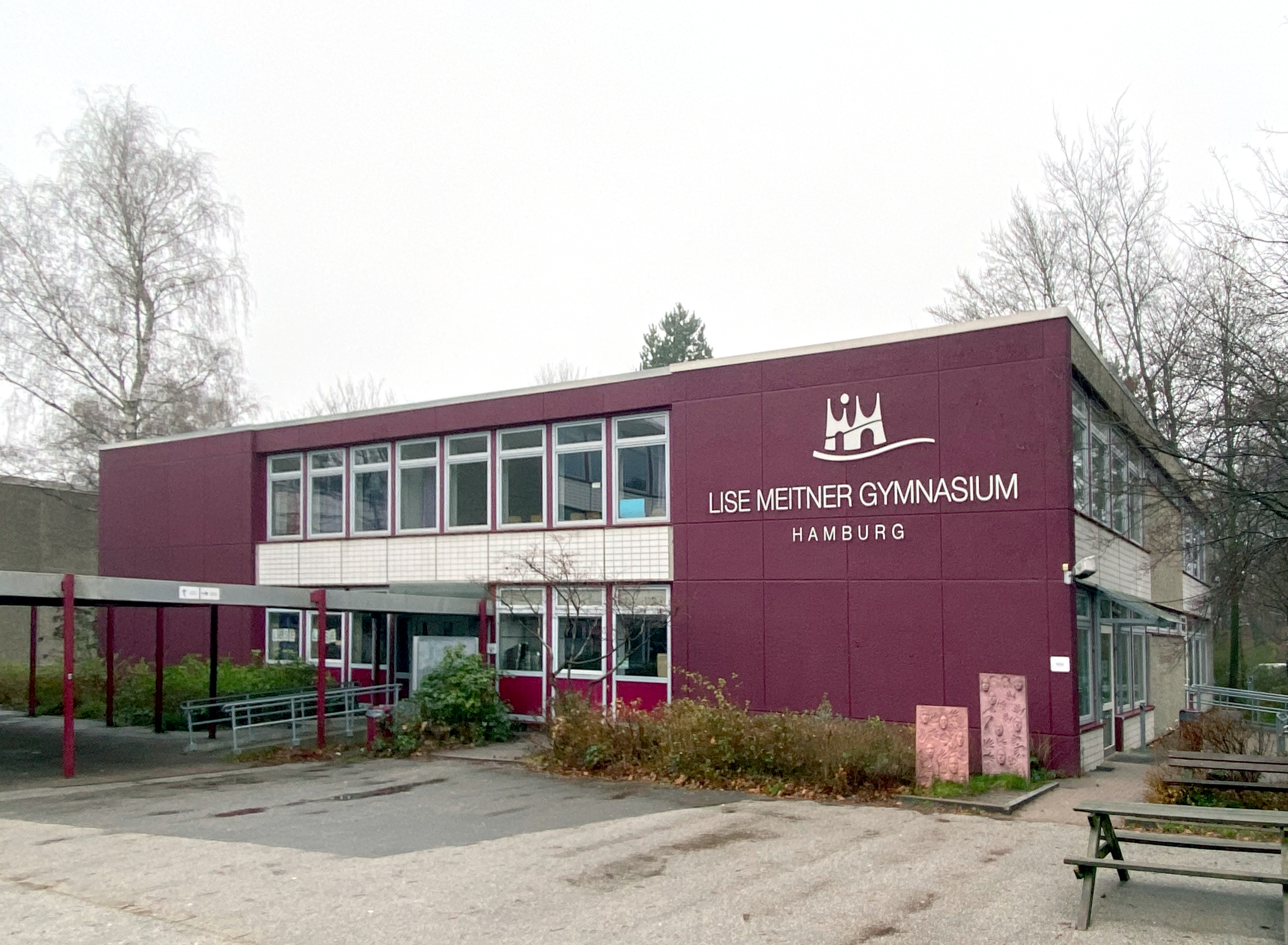
Oberstufengebäude
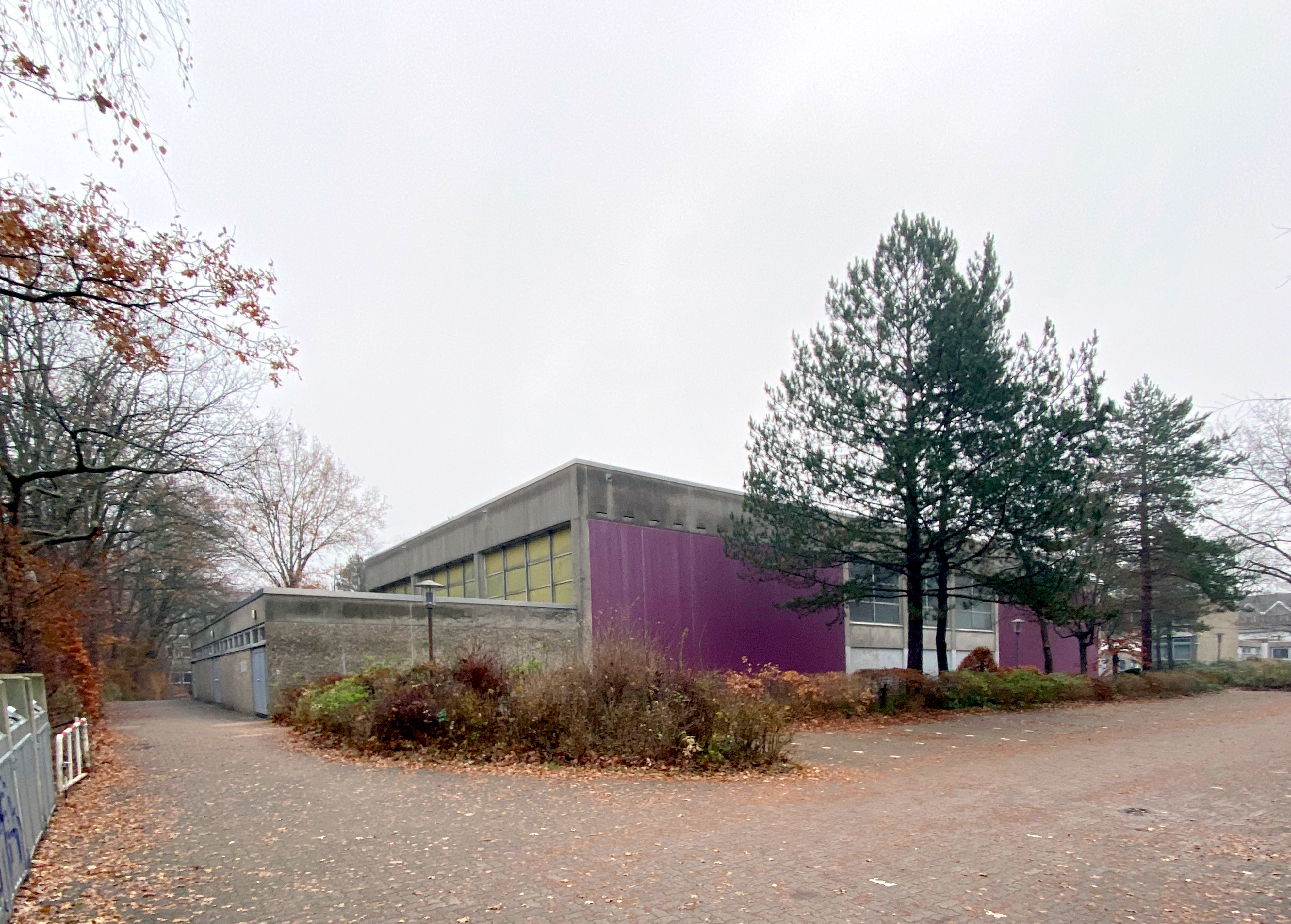
Dreifeldhalle

## Schulprofil
Ab der 5. Klasse erhalten die Schüler Unterricht in Englisch. In der 6. Klasse ist Latein, Französisch oder Spanisch als zweite Fremdsprache wählbar.
Durchgängig bis Klasse 8 wird Kunst unterrichtet, ebenfalls Musik. Später sind dies Wahlkurse. Für die Schüler der Klassen 9 und 10 findet einmal im Jahr der Fachtag der Künste statt, wo die Schüler sich auch anders künstlerisch betätigen können (zum Beispiel Graffiti oder Filme machen).

## Außerschulische Aktivitäten
Das Lise-Meitner-Gymnasium pflegt und pflegte verschiedene Schulpartnerschaften:
- Nicaragua: Léon, seit 1974
- Tansania: Lyakirimu, seit 1989
- Russland: Moskau, seit 1992

Die am besten gepflegte Partnerschaft ist aktuell die mit der Lyakirimu Secondary School. Seit 1991 gibt es zwischen beiden Schulen einen regen Austausch. Das Lise-Meitner-Gymnasium unterstützt die Schule in dem ostafrikanischen Staat tatkräftig durch Spendengelder, von dem die Schule unter anderem einen LKW kaufte. Zudem veranstaltet das Gymnasium alle zwei Jahre einen Basar, dessen Erlös an die Partnerschule geht.

## Bekannte Schulangehörige
- Andreas Grutzeck, Politiker der CDU (1981 Abitur am Gymnasium Osdorf)
- Joja Wendt (* 1964), Jazz-Pianist und Komponist
- Karsten Brüggemann (* 1965), Historiker
- Norbert Bohnsack, Musiker, Gründer der Band Norbert und die Feiglinge
- Frederik Timm (* 1968), Musiker, ebenfalls Mitglied von Norbert und die Feiglinge
- Tim Petersen (* 1986), Fußballspieler